# Karsten Baumann
Karsten Baumann (ur. 14 października 1969 w Oldenburgu) – niemiecki piłkarz występujący na pozycji obrońcy. Trener piłkarski.

## Kariera klubowa
Baumann jako junior grał w klubach TuS Eversten oraz VfB Oldenburg, do którego przyszedł w 1986 roku. W 1987 roku został włączony do jego pierwszej drużyny i rozegrał w niej 1 spotkanie. W 1988 roku trafił do pierwszoligowego 1. FC Köln. W Bundeslidze zadebiutował 17 czerwca 1989 roku w przegranym 1:2 meczu z Waldhof Mannheim. W tym samym roku wywalczył z klubem wicemistrzostwo RFN. W 1991 roku dotarł z zespołem do finału Pucharu Niemiec, ale drużyna 1. FC Köln przegrała tam po rzutach z Werderem Brema. 22 lutego 1992 roku w wygranym 4:0 pojedynku z 1. FC Nürnberg Baumann strzelił pierwszego gola w trakcie gry w Bundeslidze. W 1. FC Köln spędził 10 lat.
Latem 1998 roku, po spadku 1. FC Köln, odszedł Borussii Dortmund, grającej w Bundeslidze. Pierwszy ligowy mecz zaliczył tam 14 sierpnia 1998 roku przeciwko VfB Stuttgart (1:2). W Borussii występował przez 2 lata. W tym czasie rozegrał tam 41 spotkań.
W 2000 roku Baumann podpisał kontrakt z drugoligowym Rot-Weiß Oberhausen. Tam grał przez kolejne 2 lata. Potem grał w Viktorii Kolonia (Oberliga Nordrhein), Wuppertaler SV (Regionalliga Nord) oraz w SG Wattenscheid 09 (Regionalliga Nord), gdzie w 2006 roku zakończył karierę.

## Kariera reprezentacyjna
Baumann rozegrał jedno spotkanie w reprezentacji Niemiec U-21.

## Kariera trenerska
Po zakończeniu kariery piłkarskiej Baumann został trenerem. Jego pierwszym klubem był zespół występujący w Regionallidze Nord, Rot-Weiß Erfurt. Pracował tam od lutego 2008 roku. W sezonie zajął z klubem 7. miejsce w lidze. Od początku sezonu 2008/2009 jego klub grał w nowo powstałej 3. Lidze. W Rot-Weiß Erfurt trenował do kwietnia 2009 roku.
Latem 2009 roku Baumann został szkoleniowcem zespołu VfL Osnabrück z 3. Ligi. W 2010 roku awansował z nim do 2. Bundesligi. W marcu 2011 roku stracił pracę po tym, jak jego zespół przegrał cztery mecze z rzędu i znalazł się w strefie spadkowej.
22 lutego 2012 roku został przedstawiony jako nowy trener Erzgebirge Aue, występującego w 2. Bundeslidze. 29 kwietnia 2013 został zwolniony z funkcji szkoleniowca tego klubu. Jego następcą został Falko Götz.